# 立山科学グループ
立山科学グループ（たてやまかがくグループ）は、富山県富山市に本社を置く日本の企業グループである。主に電子部品や精密機械の製造販売を行っている。
2021年1月1日付で、グループの経営資源を集中させデジタル時代に向けて大きく舵を切る決意として「立山科学工業株式会社」から「立山科学株式会社」へ社名変更した。

## 概要
立山科学グループは国内10社、海外4社で構成され以下の2社が中核となっている。
- 立山科学株式会社 - 各種抵抗器、温度センサー、映像関連機器、無線ユニット・RFID装置／システム製品の製造と販売
- 立山マシン株式会社 - 産業用ロボットなど自動生産システムの開発製造

キャッチフレーズは「科学は時に壮大なロマンチスト」。富山県内で、自然科学にちなむローカルCMを盛んに流している。

## 事業内容
- 電子部品（チップ抵抗・サーミスタ、JAXA認定部品）、電子機器（特小無線ユニット・温度測定記録装置）、RFID（アクティブタグ）自動位置検出装置、ハンズフリーセキュリティー認証装置、産業用自動機器、精密機械部品の製造販売、FAシステム用ソフト、制御技術、マイコンコンピュータソフトの開発設計、建築付帯設備の製造販売
- 富山市に所在するボウリング場の立山グランドボウルを、立山科学の直営で運営している[2]。

## 事業所
富山、東京、大阪、名古屋、マレーシア、ハンガリー、香港、タイ

## 沿革
- 1958年（昭和33年）5月 - 富山市大泉1489にて創業。
- 1970年（昭和45年）4月 - 立山マシン株式会社を設立。
- 1982年（昭和57年）3月 - 立山科学工業が厚膜角型チップ抵抗器の生産を開始。
- 1983年（昭和58年）4月 - 立山マシンが実装機の受注生産を開始。
- 1987年（昭和62年）
  - 5月 - 株式会社タアフおよびアイテイエム株式会社を設立。
  - 12月 - 立山オートマシン マレーシア株式会社を設立。
- 1989年（平成元年）9月 - 株式会社立山システム研究所を設立。
- 1991年（平成3年）3月 - 立山総合開発株式会社を設立。
- 1994年（平成6年）4月 - 立山科学エレクトロニクスマレーシア株式会社を設立。
- 1996年（平成8年）6月 - 株式会社立山アールアンドデイを設立。
- 1997年（平成9年）
  - 7月 - ハンガリー立山研究所を設立。
  - 12月 - 東京マーケティングセンターを開設。
- 1999年（平成11年）4月 - 立山科学工業を社内分社化。
- 2001年（平成13年）
  - 4月 - 立山マシングループを社内分社化。立山科学工業が名古屋営業所を開設。
  - 10月 - 立山科学工業が大阪営業所を開設。
- 2002年（平成14年）
  - 4月 - 中国・香港支店を開設。
  - 5月 - 立山マシンが家電リサイクルシステムを開発。
  - 12月 - バンコクに立山タイランド株式会社を設立。
- 2004年（平成16年）4月 - つくばラボを開設。
- 2012年（平成24年）1月 - 東京MC（浜松町）を東京支社に改組、神田駅前に移転・常設ショールームを開設。
- 2021年（令和3年）1月 - 立山科学株式会社に社名変更。